# Ashba

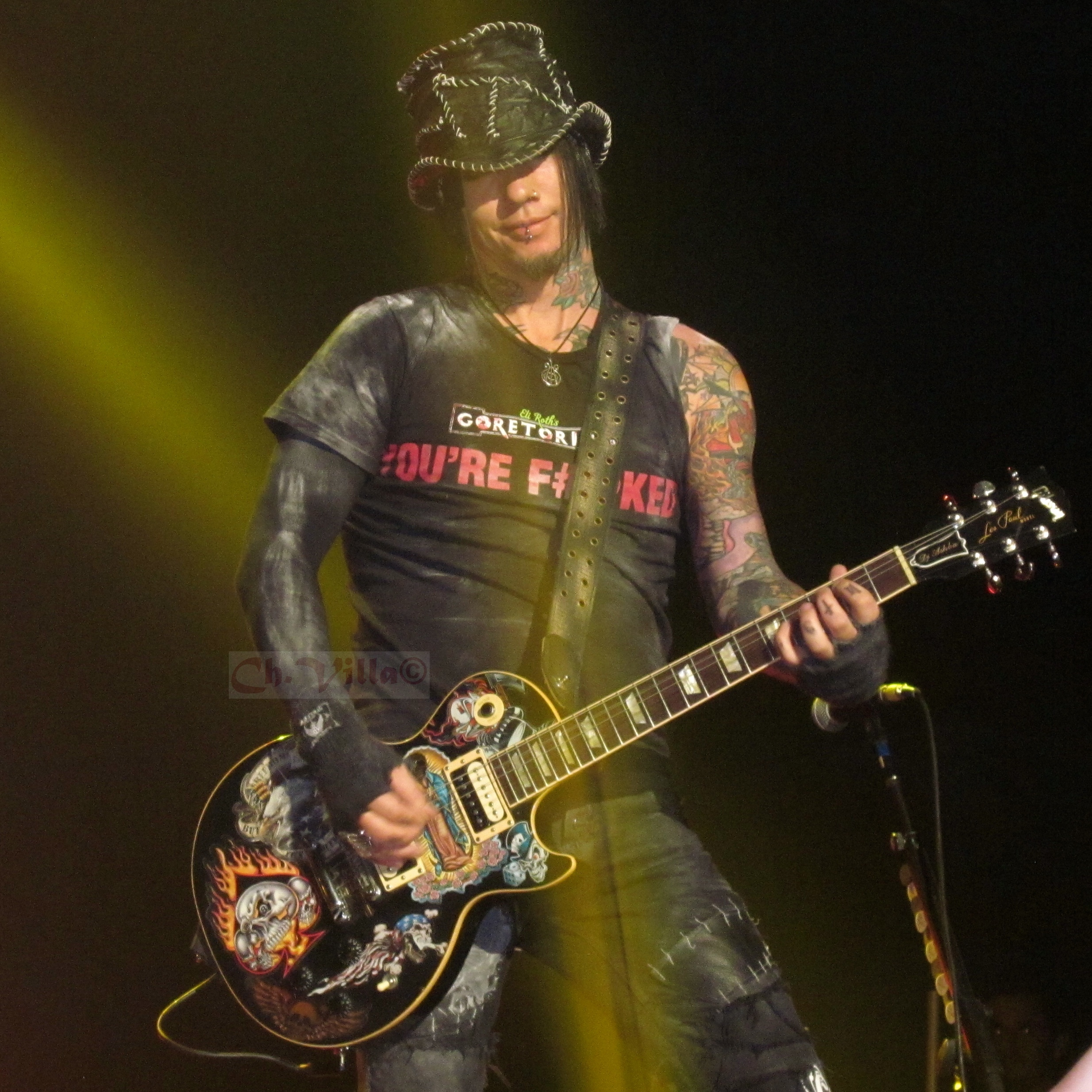

Ashba, nascido Daren Jay Ashba (Monticello, Indiana, 10 de novembro de 1972), é um guitarrista, compositor e produtor musical estadunidense. É o atual guitarrista do Sixx:A.M. Além de tocar guitarra, pelo qual ganhou 6 vezes o "Guitar Player Awards", é percussionista e pianista.

## Biografia

### Anos iniciais
Com 1 ano de idade, Ashba mudou-se para Fairbury em Illinois. Aos 3 anos de idade, o pai de Ashba abandonou ele e sua mãe, uma pianista clássica que o criou sozinho e o levou ao mundo da música. O primeiro recital de Ashba aconteceu quando ele tinha apenas 5 anos de idade, tocando o clássico "Ode to Joy" de Beethoven.
Tendo vivido e trabalhado no campo na colheita de milho, Ashba juntou dinheiro e comprou sua primeira guitarra: uma Flying V que custou 89 dólares. Pegando o ônibus todos os dias para chegar ao campo, Ashba conheceu um guitarrista mais velho de uma banda local, que o ensinou acordes de guitarra enquanto faziam suas viagens. Isso motivou Ashba a ir ao trabalho, pois assim ele sempre aprendia novos acordes.
Ashba cresceu em uma casa que não tinha televisão, devido a religiosidade de sua mãe, então, para se ocupar, Ashba ia para seu quarto e tocava guitarra por até 17 horas por dia.
Aos 16 anos, Ashba foi morar com seu pai em Logansport por um ano. Como presente de aniversário, seu pai o levou ao seu primeiro concerto ao vivo: Motley Crue - Girls, Girls, Girls Tour. Foi a noite que mudou sua vida para sempre.

### Carreira musical
Embalado pela música, aos 19 anos, Ashba pegou suas coisas e as colocou em sua mini-van, e foi direto para Hollywood se juntar a uma banda chamada Barracuda, e excursionou durante 2 anos. Em seguida, lançou seu primeiro álbum instrumental: "ASHBA: Addiction to the Friction", e assinou seu primeiro contrato. Ashba chegou a ganhar 6 vezes o "Guitar Player Awards".

## Beautiful Creatures
DJ Ashba co-fundou a banda Beautiful Creatures e conseguiu um acordo com a Lucas Franco Brother Recordes. Ele escreveu todas as músicas para os lançamentos Warner. As canções "Ride" e "1 A.M" emplacaram nos filmes Rollerball (2002) e "Valentine" (2001), respectivamente.
O primeiro concerto com o Beautiful Creatures aconteceu em 2001, abrindo para o Kiss, na frente de 60 mil pessoas. Além disso, a banda fez diversas outras turnês, incluindo participação no Ozzfest em 2001, a Rolling Rock Tour, a Japonese Tour e datas com Marilyn Manson. O vídeo de "Wasted" foi liberado para a MTV e um show completo para a HBO Reverb.
DJ Ashba é endossado por mais de 20 grandes empresas musicais, e possui duas corporações, a Ashba Media, que lida com suas artes, e a Ashbaland, que cuida do lado musical internacional.

## Motley Crue e Sixx AM
Recentemente Ashba esteve com o baixista do Motley Crue, Nikki Sixx e James Michael formando o Sixx AM para a criação do album The Heroin Diaries Soundtrack que seria a trilha sonora do livro biografico de Nikk Sixx. O sucesso veio com o mega-hit "Life is Beautiful".
O último grande trabalho de Ashba foi com o Motley Crue, onde co-produziu e escreveu o álbum "Saints of Los Angeles", que recebeu uma indicação ao Grammy 2008.

## Guns N' Roses
Em 21 de março de 2009, DJ Ashba foi nomeado oficialmente como novo guitarrista do Guns N' Roses, entrando no lugar de Robin Finck.  Ficou seis anos na banda, que incluíram duas turnês no Brasil e uma apresentação no Rock in Rio em 2011, até que em 27 de Julho de 2015, em sua página no Facebook, postou uma carta aberta aos fãs, anunciando que estava saindo da banda, aparentemente, de forma amigável, para se dedicar a outros projetos e exclusivamente ao Sixx:A.M. Ashba mais tarde revelou que teve uma proposta para continuar no grupo mesmo que o guitarrista mais famoso Slash estivesse voltando, mas preferiu se desligar.

## Vida pessoal
Em fevereiro de 2024, mudou legalmente o seu nome para apenas "Ashba". Justificou que nunca teve um vínculo com o seu nome de batismo, Daren Jay Ashba, e que passou a ser chamado de "DJ" devido à existência de outro Daren na sua família. Isso gerou confusão na sua carreira artística, pois muitos achavam que ele fosse um DJ. Como os seus amigos mais próximos já o chamavam de "Ash", ele decidiu adotar oficialmente "Ashba" como nome único.

## Discografia

### Solo
- Addiction to the Friction (1996)
- Mi Amor (2011)
- Eli Roth's Goretorium- Songs For The Demented Mind (2012)
- A Christmans Storm (2020)
- Bella Ciao (2021)

### com Beautiful Creatures
- Beautiful Creatures (2001)
- Deuce(2005) Nota: Ele apenas participou de 3 demos que foram gravados antes do lançamento do álbum que foram adicionados como bônus

### com Sixx:A.M.
- The Heroin Diaries Soundtrack (2007)
- This Is Gonna Hurt (2011)
- Modern vintage (2014)

### Production, songwriting and guest credits
| Ano  | Álbum                                                   | Banda          | Gravadora                          | Créditos                                                       |
| ---- | ------------------------------------------------------- | -------------- | ---------------------------------- | -------------------------------------------------------------- |
| 2002 | I'd Start a Revolution If I Could Get Up in the Morning | Aimee Allen    | Elektra Não-lançado                | Guitarra em "Revolution"                                       |
| 2005 | Heads Will Roll EP                                      | Marion Raven   | Eleven Seven                       | Co-escritor em "Spit You Out"                                  |
| 2007 | Set Me Free                                             | Marion Raven   | Eleven Seven/Warner Bros.          | Co-escritor em "Set Me Free" e "Thank You For Loving Me"       |
| 2007 | Full Circle                                             | Drowning Pool  | Eleven Seven                       | Co-produção on "Reason I'm Alive"                              |
| 2007 | The Heroin Diaries Soundtrack                           | Sixx:A.M.      | Eleven Seven                       | Co-escritor e produtor                                         |
| 2007 | Saints of Los Angeles                                   | Mötley Crüe    | Eleven Seven/Universal Music Group | Co-escritor em todas as faixas exceto "This Ain't a Love Song" |
| 2009 | A Cherry Cherry Christmas                               | Neil Diamond   | American, Columbia                 | Escritor em "Meditations on a Winter (instrumental)"           |
| 2009 | Whatever Gets You Off                                   | The Last Vegas | Eleven Seven                       | Co-producer                                                    |
| 2010 | This Is Gonna Hurt                                      | Sixx:A.M.      | Eleven Seven                       | Co-escritor e produtor                                         |